# Varennes-sur-Fouzon
Varennes-sur-Fouzon és un municipi francès, situat al departament de l'Indre i a la regió de Centre – Vall del Loira. L'any 2007 tenia 699 habitants.

## Demografia

### Població
El 2007 la població de fet de Varennes-sur-Fouzon era de 699 persones. Hi havia 309 famílies, de les quals 100 eren unipersonals (50 homes vivint sols i 50 dones vivint soles), 120 parelles sense fills, 70 parelles amb fills i 19 famílies monoparentals amb fills.
La població ha evolucionat segons el següent gràfic:
Habitants censats

### Habitatges
El 2007 hi havia 424 habitatges, 324 eren l'habitatge principal de la família, 64 eren segones residències i 37 estaven desocupats. 416 eren cases i 7 eren apartaments. Dels 324 habitatges principals, 242 estaven ocupats pels seus propietaris, 76 estaven llogats i ocupats pels llogaters i 7 estaven cedits a títol gratuït; 2 tenien una cambra, 9 en tenien dues, 66 en tenien tres, 120 en tenien quatre i 127 en tenien cinc o més. 231 habitatges disposaven pel capbaix d'una plaça de pàrquing. A 158 habitatges hi havia un automòbil i a 129 n'hi havia dos o més.

### Piràmide de població
La piràmide de població per edats i sexe el 2009 era:
| Homes | Edats   | Dones |
| ----- | ------- | ----- |
| 0     | 95 o +  | 4     |
| 0     | 90 a 94 | 0     |
| 16    | 85 a 89 | 16    |
| 12    | 80 a 84 | 4     |
| 12    | 75 a 79 | 24    |
| 16    | 70 a 74 | 24    |
| 24    | 65 a 69 | 40    |
| 20    | 60 a 64 | 20    |
| 16    | 55 a 59 | 24    |
| 36    | 50 a 54 | 24    |
| 24    | 45 a 49 | 28    |
| 16    | 40 a 44 | 20    |
| 16    | 35 a 39 | 12    |
| 12    | 30 a 34 | 28    |
| 16    | 25 a 29 | 8     |
| 20    | 20 a 24 | 8     |
| 24    | 15 a 19 | 8     |
| 12    | 10 a 14 | 12    |
| 20    | 5 a 9   | 24    |
| 12    | 0 a 4   | 12    |

## Economia
El 2007 la població en edat de treballar era de 403 persones, 284 eren actives i 119 eren inactives. De les 284 persones actives 250 estaven ocupades (130 homes i 120 dones) i 33 estaven aturades (18 homes i 15 dones). De les 119 persones inactives 62 estaven jubilades, 26 estaven estudiant i 31 estaven classificades com a «altres inactius».

### Ingressos
El 2009 a Varennes-sur-Fouzon hi havia 335 unitats fiscals que integraven 725 persones, la mediana anual d'ingressos fiscals per persona era de 15.733 €.

### Activitats econòmiques
Dels 23 establiments que hi havia el 2007, 4 eren d'empreses alimentàries, 1 d'una empresa de fabricació d'altres productes industrials, 5 d'empreses de construcció, 5 d'empreses de comerç i reparació d'automòbils, 1 d'una empresa de transport, 2 d'empreses d'hostatgeria i restauració, 1 d'una empresa immobiliària, 3 d'empreses de serveis i 1 d'una empresa classificada com a «altres activitats de serveis».
Dels 9 establiments de servei als particulars que hi havia el 2009, 2 eren tallers de reparació d'automòbils i de material agrícola, 2 paletes, 1 fusteria, 1 lampisteria, 2 empreses de construcció i 1 perruqueria.
Dels 2 establiments comercials que hi havia el 2009, 1 era una botiga de menys de 120 m² i 1 una fleca.
L'any 2000 a Varennes-sur-Fouzon hi havia 23 explotacions agrícoles que ocupaven un total de 2.090 hectàrees.

## Equipaments sanitaris i escolars
El 2009 hi havia una escola elemental.

## Poblacions més properes
El següent diagrama mostra les poblacions més properes.